# Pullin' Me Back
"Pullin' Me Back" é o primeiro single do terceiro álbum de Chingy, Hoodstar. A canção conta com a participação de Tyrese e foi produzida por Jermaine Dupri.
"Pullin' Me Back" contém um sample da canção "Rain" (1998), do grupo SWV, que, por sua vez, apresenta um sample de "Portait of Tracy" (1976), de Jaco Pistorius.
Este single de Chingy foi o seu quarto e último tema a alcançar o top 10 da Billboard Hot 100 e o antepenúltimo a entrar nessa tabela. Foi também o primeiro (e único) tema de Chingy a alcançar a liderança da tabela Hot R&B/Hip-Hop Songs, da Billboard.

## Paradas musicais
| Parada (2006)                   | Melhor posição |
| ------------------------------- | -------------- |
| Austrália                       | 35             |
| Irlanda                         | 50             |
| Nova Zelândia                   | 15             |
| Billboard Hot 100               | 9              |
| Billboard Hot R&B/Hip-Hop Songs | 1              |
| Billboard Hot Rap Tracks        | 1              |
| Billboard Pop 100               | 21             |
| Reino Unido                     | 44             |